# Az arles-i lány

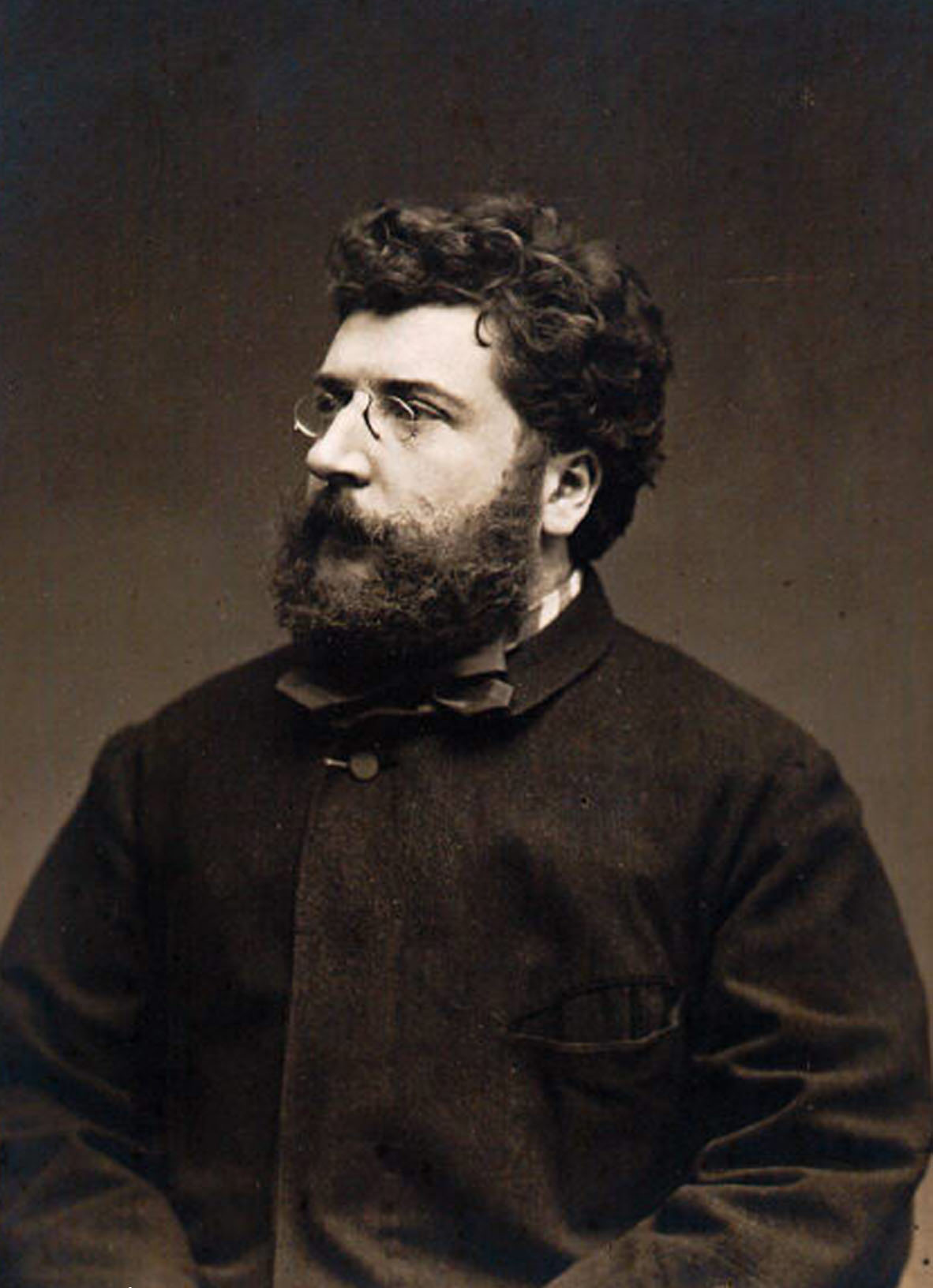
Georges Bizet, 1875

Az arles-i lány egy kísérőzene, amelyet Georges Bizet komponált három felvonásban Alphonse Daudet azonos című drámájához, és 1872. október 1-jén mutattak be Párizsban a Théâtre du Vaudeville-ben. A párbeszédek (melodrámák) között, vagy velük egy időben játszva a különböző számok az irodalmi vagy színházi cselekményhez kapcsolódnak. Hangsúlyozzák a dramaturgiát, elmélyülnek a szereplők pszichéjéban, leírják a színpadon nem ábrázolt eseményeket, vagy biztosítják az átmenetet a jelenetek vagy felvonások között (intermezzo).
Ezt a partitúrát két szimfonikus zenekari hangversenyszvitre is egyenként négy tételből adaptálta. Bizonyos témák, például a karácsonyi énekek "La Marcho di Rei" (A Királyok Menetelése) átveszi a Jean-Baptiste Lullynek tulajdonított Turenne-i menetelést vagy a "La danso di chivau frus" (A lendületes őrült rút(?) lovak tánca) közvetlenül a hagyományos provence-i népzene ihlette. Adaptációik és főleg hangszerelésük megmaradt, Mendelssohn: Szentivánéji álom és Edvard Grieg: Peer Gynt című művével együtt, a kísérőzene műfaja legjobb példájaként.

## Színpadi zene
Két korábbi operájához, a Gyöngyhalászokhoz és A szép perthi lányhoz hasonlóan a kísérőzene is Léon Carvalho, a Théâtre du Vaudeville akkori igazgatója megrendelésére készült.

A partitúra huszonhét részre oszlik, beleértve a nyitányt, tizenhat rövid, néhány ütemből álló „melodrámát”, hat kórust, közjátékokat és intermezzókat. A zenekar huszonhat zenészre szűkül, a statiszták a kórusokat éneklik. A zeneszerző darabja mindössze nyolc előadást ért meg, mivel Daudet darabja keserű kudarc volt, a Lise Tavernier és Tarasconi Tartarin után a sorozat harmadik darabjaként. Nyitó téma :

## Szvitek szimfonikus zenekarra
A színházi kudarcot követő hónapban Bizet újra felhasznált négy számot zenéjéből, átstrukturálta és átalakította őket egy négytételes szvit szimfonikus zenekarra. 1872. november 10-én az első fellépés a Cirque d’Hiverben Jules Pasdeloup vezényletével olyan diadal volt, amelyet azóta sem múltak felül. 1879-ben, négy évvel a zeneszerző halála után, egyik barátja, Ernest Guiraud sorra adaptált egy új szvitet a mellékzene számaihoz, hozzáadva a Walter Scott műve utáni 1866-os opera, A szép perthi lány harmadik felvonásából kölcsönzött menüettet.
A két szvit a klasszikus korszak kis szimfóniáihoz hasonlóan épül fel, négy tételben. A koncertformátumhoz igazodva nem követik Daudet darabjának kronológiáját. Az első a 2. sz. nyitányból áll, a Minuetto n 17, a Melodráma n 19 és Csengő n 18 ; a második tartalmazza Pastorale n 7, Intermezzo n 15, a Menüett egy operából és a Farandole n 23/24 . A hagyományos szimfonikus zenekar a legújabb hangszeres alkotásokkal gazdagodik : altszaxofonra. Bizet jól tudva bizonyos zenekarok komplex, munkaerővel kapcsolatos problémáit, ilyen-olyan hangszer hiányában „alapértelmezetten” (kisebb hangjegyekkel írva) feljegyzett bizonyos partíciókat. Például a szaxofonszólókat az első vagy második klarinét partitúráján jegyzi.

### 1. Zenekari szvit
- I. Prelúdium

Allegro deciso – Andantino – Tempo primo // Andante molto // Un poco meno lento 
Ez az első rész a mellékzene 1. nyitányát folytatja. A Királyok menetelése igazi uniszónóval, dupla fortéval kezdődik a tenorregiszterben, akár egy férfikórus. Ezt követi a mester keze által készített négy hangszerelési variáció, amely a népdalból Provence minden lelkét és gazdagságát idézi, három nehéz és sötét c-moll akkorddal fejeződik be, amely a drámát ábrázolja. Az ezután következő Andante molto vonósok és kis fafúvósok finom akkordjai mellett a zenetörténet egyik legelső alkalmával fedezi fel az altszaxofon meleg és bensőséges hangzását, amely a karakter ártatlan témáját játssza. A szélsőséges árnyalataitól, fokozatos kromatikájától, ciklotimikus harmóniáitól gyötört és háborgó harmadik rész a főszereplőt, Frederit és végzetes szerelmét testesíti meg.
- II. Menüett

Allegro giocoso
Ennek a tételnek a vége fejlettebb, mint a színpadi változat.
- III. Adagietto

Adagio
A színpadi változatban ezt a tételt egy melodráma előzi meg és követi, amely a folytatásban a végső Carillon központi részét képezi; ehhez egy félhanggal magasabbra transzponál.
- IV. Harangjáték

Allegro moderato

### 2. Zenekari szvit
- I. Pastorale

Andante sostenuto assai / Andantino / Tempo primo
- II. Intermezzo

Andante moderato ma con moto / Allegro moderato / Tempo primo
- III. Menüett

Andantino quasi Allegretto
- IV. Farandole[7]

Allegro deciso (Tempo di marcia) / Allegro vivo e deciso
Az utolsó Farandole felveszi a 23. és 24. kísérőzene, Guiraud újraadaptálta és kibővítette. Eredetileg színpadi zenekar volt, amely a színfalak mögül játszotta az Őrült Ló Táncát, majd egy négyszólamú kórust kísért a Santonok földje dalában:

## Fordítás
- Ez a szócikk részben vagy egészben  a   L’Arlésienne (Bizet) című francia Wikipédia-szócikk ezen változatának fordításán alapul.  Az eredeti cikk szerkesztőit annak laptörténete sorolja fel. Ez a jelzés csupán a megfogalmazás eredetét és a szerzői jogokat jelzi, nem szolgál a cikkben szereplő információk forrásmegjelöléseként.